# Hannu Manninen
Hannu Manninen, född 17 april 1978 i Rovaniemi i Finland, är en finländsk utövare av nordisk kombination. Manninen är bror till längdskidåkaren Pirjo Muranen (född Manninen).
Manninen gjorde sin olympiska debut som femtonåring i Lillehammer 1994 och slutade på en 34:e plats i den individuella tävlingen i nordisk kombination. 1998 i Nagano vann han en silvermedalj i stafetten och 2002 i Salt Lake City en guldmedalj. Vid vinterspelen 2006 tog Manninen en bronsmedalj i stafett och 2007 vann han sitt första individuella mästerskapsguld vid VM i Sapporo i sprint. Han vann världscupen i nordisk kombination fyra år i rad mellan 2003 och 2007.
2008 avslutade Manninen karriären i samband med att hans son föddes, men han gjorde comeback för att delta i olympiska vinterspelen 2010 i Vancouver där hans bästa placering blev en fjärdeplats i stor backe. Den 12 mars 2011 gjorde han sin sista världscuptävling innan han återigen avslutade karriären för att istället börja arbeta som pilot på Finnair.
Manninen gjorde återigen comeback våren 2016 då han ställde upp i finska mästerskapen och i januari 2017 återvände han även till världscupen. Vid världsmästerskapen 2017 i Lahtis kom han på en 24:e plats i individuell stor backe och en fjärdeplats i stafetten. Vid olympiska vinterspelen 2018 kom han på en 23:e plats i normalbacke + 10 kilometer.

## Meriter

### Olympiska vinterspel
- 1998: Stafett - silver
- 2002: Stafett - guld
- 2006: Stafett - brons

### Världsmästerskap
- 1999: Stafett - guld
- 2001: Stafett - brons
- 2003: Stafett - brons
- 2007:
  - Sprint - guld
  - Stafett - guld

### Världscupen

#### Totalcupen
- 2003/2004 - 1
- 2004/2005 - 1
- 2005/2006 - 1
- 2006/2007 - 1

#### Sprintcupen
- 2003/2004 - 1
- 2004/2005 - 1
- 2005/2006 - 1
- 2006/2007 - 7

#### Världscuptävlingar
- Segrar - 48 (efter säsongen 2016/2017)
- Pallplatser - 89